# Marco Brambilla

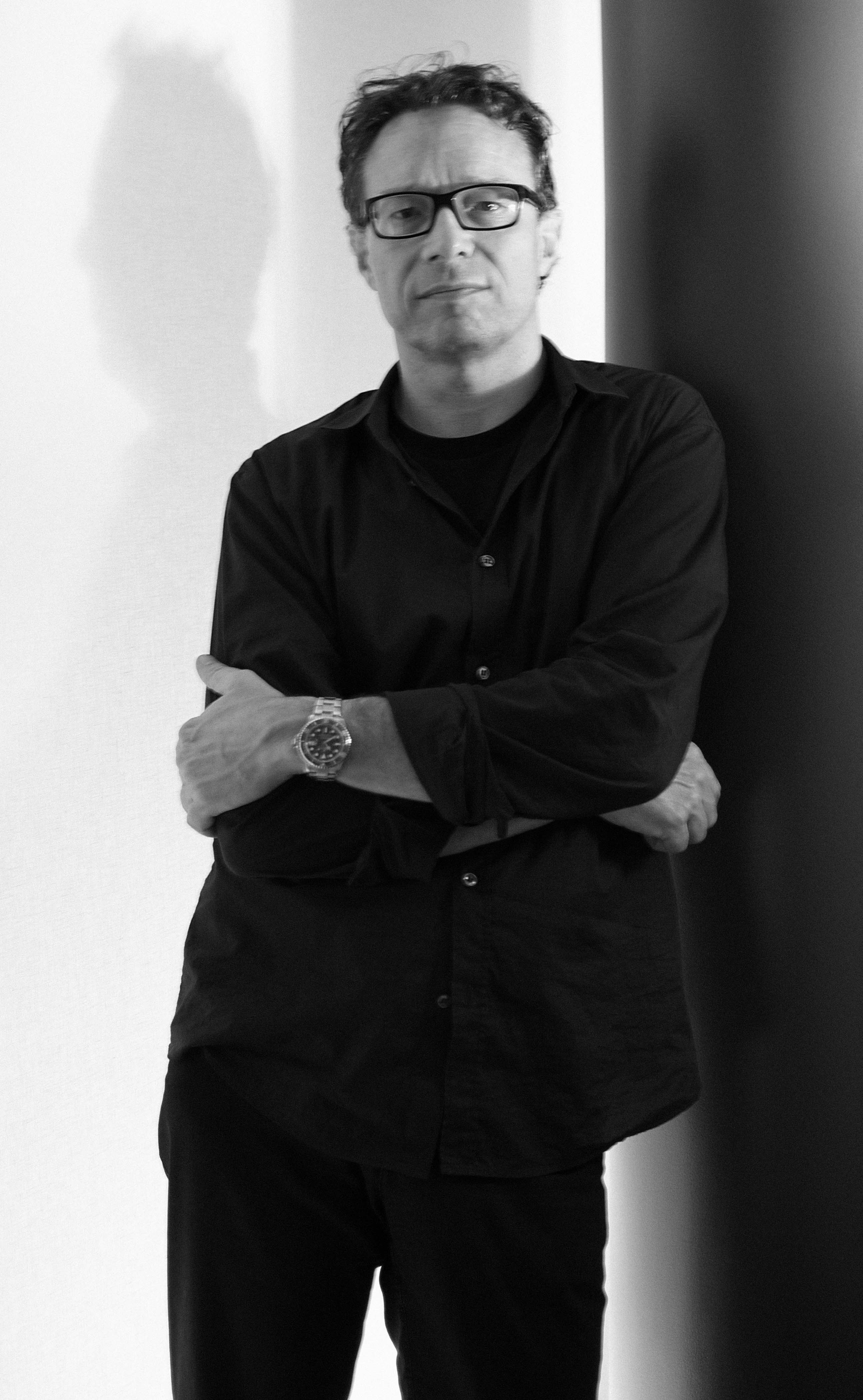
Marco Brambilla (2010)

Marco Brambilla (* 1960 in Mailand) ist ein italienischer Filmregisseur und Medienkünstler.

## Leben und Werk
Marco Brambilla kam in Mailand zur Welt und wuchs in Kanada auf. Sein Debüt als Filmregisseur hatte er im Alter von 33 Jahren, als er in Hollywood 1993 den Film Demolition Man drehte. In diesem Science-Fiction-Film spielten Wesley Snipes, Sylvester Stallone und Sandra Bullock die Hauptrollen. 1997 folgte die Filmkomödie Ärger im Gepäck, bei der Alicia Silverstone, Benicio del Toro und Christopher Walken mitwirkten. 2002 drehte er die Fernsehminiserie Dinotopia.
Da es ihm im Filmgeschäft an künstlerischen Freiheiten fehlte, wandte sich Brambilla seit Ende der 1990er-Jahre verstärkt künstlerischen Videoprojekten zu. So entstanden 1999 die Arbeiten Cyclorama, Approach und Superstar. Hieran schlossen sich 2001 Wall of Death und 2002 Halflife an. 2005 steuerte er den Beitrag Sync zum Kurzfilmprojekt Destricted bei. Nach Arbeiten wie Sea of Tranquility aus dem Jahr 2006 und Cathedral von 2007 begann Brambilla mit aufwendigen Videocollagen, die er zunächst im HD-Format und später als 3D-Film produzierte. So erschien von Civilization 2008 die HD- und 2011 eine 3-D-Version und von Evolution 2010 erst die HD- und dann die 3-D-Version. Hinzu kam 2013 die Arbeit Creation, die mit Civilization und Evolution zusammen eine Trilogie bildet. In diesen Videocollagen zeigte der Künstler überlagerte und überblendete Videosequenzen und zitierte hierin beispielsweise Spielfilmklassiker.
Die Arbeiten von Marco Brambilla waren in Ausstellungen in Galerien und Museen sowie auf Filmfestivals zu sehen. Weiterhin zeigte er einzelne Arbeiten auch in einem Parkhaus in Miami oder in der Old St. Patrick’s Cathedral in New York City. Darüber hinaus überschritt Brambilla immer wieder Grenzen zwischen Kunst und Popkultur. So produzierte er 2010 das Video Power für den Sänger Kanye West und arbeitete für den Getränkehersteller Pepsi an einem 15-Sekunden-Spot zur Erinnerung an Michael Jackson. Hinzu kam 2011 eine Zusammenarbeit mit Ferrari. Für die Premiere des Model Ferrari 458-Spider produzierte Brambilla die Videoarbeit  RPM. Für das Jahr 2013 gestaltete der Künstler einen Kalender des italienischen Kaffeerösters Lavazza.
Brambilla ist unverheiratet und lebt in New York.

## Filmografie

### Kino
- 1993: Demolition Man
- 1997: Ärger im Gepäck (Excess Baggage)
- 2006: Destricted (segment "Sync")

### Fernsehen
- 2002: Dinotopia (Fernsehminiserie, 3 Episoden)